# Nordiska kvinnosaksföreningars samorganisation
Nordiska kvinnosaksföreningars samorganisation (NKS), var en paraplyorganisation för kvinnoorganisationer i Norden, grundad 1916. Den är även känd under namnen Nordiska kvinnors samarbetskommitté (1935-1948), Nordiska kvinnors samarbete (1948-1977), Nordiske Kvinders Samarbejdskomité och Nordiske Kvinders Samarbejde.

## Historik
NKS grundades 1916 under den Nordiska kvinnosakskonferensen som hölls i Stockholm under Fredrika Bremer-förbundets värdskap. 
Det fungerade som paraplyorganisation för Fredrika Bremer-förbundet och Svenska Kvinnors Nationalförbund från Sverige; Norsk Kvinnesaksforening från Norge; Dansk Kvindesamfund från Danmark; och Kvenréttindafélag Íslands från Island. 
Dessa föreningar var alla medlemmar av International Alliance of Women eller International Council of Women. 
NKS upphörde 1977.  